# Ван Цзяо (борчиня, 1988)
Ван Цзяо  (кит.: 王娇, 4 січня 1988) — китайська борчиня, чемпіонка Азії, олімпійська чемпіонка.

## Життєпис
Боротьбою почала займатися з 2002 року. У 2007 році стала чемпіонкою Азії серед юніорів.

## Спортивні результати на міжнародних змаганнях

### Виступи на Олімпіадах
| Змагання                    | Збірна | Вагова категорія          | Місце  |
| --------------------------- | ------ | ------------------------- | ------ |
| Літні Олімпійські ігри 2008 | Китай  | жіноча боротьба, до 72 кг | Золото |
| Літні Олімпійські ігри 2012 | Китай  | жіноча боротьба, до 72 кг | 5      |

### Виступи на Чемпіонатах світу
| Змагання                        | Збірна | Вагова категорія          | Місце |
| ------------------------------- | ------ | ------------------------- | ----- |
| Чемпіонат світу з боротьби 2003 | КНР    | жіноча боротьба, до 67 кг | 7     |
| Чемпіонат світу з боротьби 2005 | КНР    | жіноча боротьба, до 72 кг | 5     |
| Чемпіонат світу з боротьби 2006 | КНР    | жіноча боротьба, до 72 кг | 10    |
| Чемпіонат світу з боротьби 2011 | КНР    | жіноча боротьба, до 72 кг | 11    |

### Виступи на Чемпіонатах Азії
| Змагання                       | Збірна | Вагова категорія          | Місце  |
| ------------------------------ | ------ | ------------------------- | ------ |
| Чемпіонат Азії з боротьби 2005 | КНР    | жіноча боротьба, до 72 кг | Золото |
| Чемпіонат Азії з боротьби 2011 | КНР    | жіноча боротьба, до 72 кг | Срібло |

### Виступи на Кубках світу
| Змагання                    | Збірна | Вагова категорія          | Місце  |
| --------------------------- | ------ | ------------------------- | ------ |
| Кубок світу з боротьби 2009 | КНР    | жіноча боротьба, до 72 кг | Срібло |
| Кубок світу з боротьби 2012 | КНР    | жіноча боротьба, до 72 кг | 7      |

### Виступи на інших змаганнях
| Змагання                                                     | Збірна | Вагова категорія          | Місце  |
| ------------------------------------------------------------ | ------ | ------------------------- | ------ |
| Кубок Азії з боротьби 2003                                   | КНР    | жіноча боротьба, до 67 кг | Золото |
| Олімпійський кваліфікаційний турнір з боротьби 2012 (Астана) | КНР    | жіноча боротьба, до 72 кг | Золото |

### Виступи на змаганнях молодших вікових груп
| Змагання                                      | Збірна | Вагова категорія          | Місце  |
| --------------------------------------------- | ------ | ------------------------- | ------ |
| Чемпіонат світу з боротьби серед юніорів 2007 | КНР    | жіноча боротьба, до 72 кг | Золото |